# Cantar de los nibelungos
El Cantar de los nibelungos (en alemán: Nibelungenlied) es un cantar de gesta de origen germánico, escrito alrededor del siglo XIII, en la Plena Edad Media.
Esta obra reúne muchas de las leyendas existentes sobre los pueblos germánicos, mezcladas con hechos históricos y creencias mitológicas y, por la profundidad de su contenido, complejidad y variedad de personajes, se convirtió en la epopeya nacional alemana, con la misma jerarquía literaria del Cantar de mío Cid en España y el Cantar de Roldán en Francia. El manuscrito del Cantar, que se conserva en la Biblioteca Estatal de Baviera, fue inscrito en el Programa Memoria del Mundo de la Unesco en 2009 como reconocimiento a su significación histórica.
El compositor alemán Richard Wagner se inspiró en este poema épico y en la tradición mitológica germánica y nórdica para componer la tetralogía operística Der Ring des Nibelungen (El anillo del nibelungo). También fue llevada al cine por Fritz Lang en 1924 con el título de Los nibelungos, y en 1966, por el cineasta austriaco Harald Reinl.

## Versiones de los manuscritos
Además de como Nibelungenlied (Cantar de los nibelungos) es conocido en alto alemán medio, idioma en que está escrito, como Nibelunge not por las palabras que aparecen en el último verso del manuscrito hallado en Hohenems (Austria) «daz ist der Nibelunge not», que significaría «esta es la destrucción de los nibelungos». El poema en sus varias formas escritas se perdió al final del siglo XVI, pero manuscritos tan antiguos como del siglo XIII serían redescubiertos en el siglo XVIII. Existen alrededor de 37 textos en alemán, en su mayoría fragmentarios, y una reelaboración en neerlandés, que contiene tan solo la lamentación y un índice. El texto consta aproximadamente de 2400 estrofas repartidas en 39 cantos. El título por el cual el poema ha sido conocido desde su descubrimiento, se deriva de la línea final de una de las tres versiones principales, «hie hât daz mære ein ende: daz ist der Nibelunge liet» («aquí la historia llega al final: este es el cantar de los nibelungos»). Los manuscritos se encontraron sobre todo en la parte sur del área germánica (Suiza, Voralberg, Tirol). Los tres manuscritos completos más antiguos fueron denominados con letras en el siglo XIX por el filólogo Karl Lachmann en su obra Der Nibelunge Noth und die Klage nach der ältesten Überlieferung mit Bezeichnung des Unechten und mit den Abweichungen der gemeinen Lesart (Berlín: Reimer, 1826):
- A = Manuscrito Hohenems-Münchener (último cuarto del siglo XIII), en la Biblioteca Estatal de Baviera (Cgm 34)
- B = Codex Sangallensis 857 (mediados del siglo XIII o antes), en la Biblioteca de la Abadía de San Gall (Cod. Sang. 857)
- C = Hohenems-Laßbergische / Donaueschinger Handschrift (segundo cuarto del siglo XIII), desde 2001 en la Badischen Landesbibliothek Karlsruhe (Cod. Donaueschingen 63).[2]

La clasificación genealógica de los textos responde al último verso del texto. Así, los manuscritos A y B acaban con «daz ist der Nibelunge not» y el manuscrito C termina con «daz ist der Nibelunge liet». El texto C es una revisión con miras al público, cuyos elementos trágicos han sido suavizados, y es por ello que gozó de más popularidad, aunque desde la perspectiva moderna, el manuscrito B está más logrado. Existen varios manuscritos que se asemejan al manuscrito C, conocidos colectivamente como *C. Son menos los que siguen el mismo patrón que el B; estos se conocen como *B. El manuscrito A se presenta en gran parte muy cercano a B, pero no está escrito de una forma tan esmerada y pertenece, por lo tanto, al grupo *B.

## Autoría y fecha
El Nibelungenlied, como otras epopeyas heroicas del alto alemán medio, es anónimo. Este anonimato se extiende a las discusiones literarias de otras obras del alto alemán medio: aunque es práctica común juzgar o alabar los poemas de otros, ningún otro poeta se refiere al autor del Nibelungenlied. Los intentos de identificar al poeta del Nibelungenlied con autores conocidos, como Bligger von Steinach, a quien Gottfried von Strassburg atribuye una epopeya perdida, no han tenido gran aceptación. No obstante, se cree que el poema tuvo un único autor, que posiblemente trabajaba en un «taller de nibelungos» (Nibelungenwerkstatt) junto con el autor del Nibelungenklage. Esta última obra identifica a un meister Konrad como autor de una versión original en latín del Nibelungenlied, pero generalmente se toma por una ficción. Aunque a menudo se postula la existencia de un único poeta de los Nibelungos, el grado de variación del texto y sus antecedentes en una tradición oral amorfa hacen que las ideas sobre la intención del autor deban aplicarse con precaución. También es posible que hubiera varios poetas implicados, quizá bajo la dirección de un único «líder» que podría considerarse el «poeta del Nibelungo».
El Nibelungenlied está fechado convencionalmente en torno al año 1200: Wolfram von Eschenbach hace referencia al cocinero Rumolt, que suele considerarse una invención del poeta del Nibelungenlied, en su Parzival (c. 1204/5), lo que da una fecha en la que la epopeya ya estaba compuesta. Además, la técnica de rima del poema se asemeja más a la utilizada entre 1190 y 1205. Los intentos de demostrar que el poema alude a diversos acontecimientos históricos no han sido en general convincentes.
La teoría actual sobre la creación del poema hace hincapié en la concentración del poeta en la región de Passau: el poema destaca la figura relativamente poco importante del obispo Peregrino de Passau, y los conocimientos geográficos del poeta parecen mucho más firmes para esta zona que para otros lugares. Estos hechos, combinados con la datación, han llevado a los estudiosos a creer que Wolfger von Erla, obispo de Passau (ejerció entre 1191 y 1204) fue el mecenas del poema. Se sabe que Wolfger patrocinó a otras figuras literarias, como Walther von der Vogelweide y Thomasin von Zirclaere. La atención prestada al obispo Peregrino, que representa la figura histórica real del obispo Peregrino de Passau, sería así un homenaje indirecto a Wolfger. Además, Wolfger intentaba establecer la santidad de Peregrino en el momento de la composición del poema, lo que da una razón adicional para su protagonismo.
Existe cierto debate sobre si el poema es una creación totalmente nueva o si hubo una versión anterior. Jan-Dirk Müller opina que el poema en su forma escrita es totalmente nuevo, aunque admite la posibilidad de que una epopeya transmitida oralmente con contenidos relativamente consistentes pudiera haberla precedido. Elisabeth Lienert, por su parte, postula una versión anterior del texto, de alrededor de 1150, debido a que el Nibelungenlied utiliza una forma estrófica corriente en esa época (véase #Forma y estilo).
Sea quien sea el poeta, parece que tenía conocimientos del Minnesang alemán y del romance caballeresco. La concentración del poema en el amor (minne) y la representación de Sigfrido como un servicio amoroso para Krimilda está en consonancia con los romances cortesanos de la época, con el Eneasroman de Heinrich von Veldeke quizá proporcionando modelos concretos. Otra posible influencia son las obras de Hartmann von Aue Iweiny Erec. Estos elementos cortesanos son descritos por Jan-Dirk Müller como una especie de fachada, bajo la cual permanece el antiguo ethos heroico del poema. Además, el poeta parece haber conocido la literatura latina. El papel dado a Krimilda en la segunda (originalmente primera) estrofa sugiere a Helena de Troya, y el poema parece haber tomado una serie de elementos de la Eneida de Virgilio. Se discute si el poeta conocía la chanson de geste del francés antiguo.

## Estructura
El poema está compuesto por 39 cantos o aventuras, divididos en dos grandes núcleos: la primera parte, el poema de Sigfrido, la forman los cantos I al XIX, y la segunda parte, la venganza de Krimilda, los cantos XX al XXXIX.

### Primera parte
Cantos I al V. En estos cantos se presentan los personajes y se desarrollan las primeras aventuras del héroe Sigfrido junto a los burgundios. Los nibelungos son un pueblo subterráneo gobernado por su rey Nibelungo, que se dedican a la extracción de metales y se dice que poseen un gran tesoro: un anillo con propiedades mágicas propiedad de su rey. Son enanos, feos y están esclavizados extrayendo minerales. No conocen el amor, la confianza ni la amistad. Un día, dos hermanos nibelungos se encuentran con un hombre al cual piden que les ayude a trasladar su tesoro por un largo camino a cambio de compartirlo. En su lugar, al final del camino lo intentan matar. Ese hombre era el joven Sigfrido, quien mata a los hermanos nibelungos y se apodera del tesoro. Sigfrido, luego de matar al dragón Fafnir y bañarse con su sangre, se vuelve inmortal y finalmente decide pedir la mano de Krimilda hermana de Gunther.
Cantos VI al XIV. En estos cantos ocurre el nudo de la trama: para poder desposar a Krimilda, le piden a Sigfrido que ayude al rey Gunther a desposar a Brunilda, reina de Islandia. Para ello hacen trampa, realizan un viaje hacia Islandia, dado que la reina islandesa exigía una prueba de combate, y sólo Sigfrido sería capaz de ayudarlo. El drama inicia cuando Brunilda discute con Krimilda al decir que está casada con un vasallo del rey y no como ella aparentaba que los dos eran reyes. Al darse cuenta de que se desposa con un guerrero menor siendo ella de mayor linaje, en la noche de bodas y subsiguientes Krimilda se niega a consumar el matrimonio, vuelve a ayudar Sigfrido a Gunther, y como prueba se lleva un cinturón de Brunilda, que regala a Krimilda. Sigfrido y Krimilda vuelven a Niderland, y años más tarde son invitados a Worms. Allí se produce el acontecimiento clave, que es la disputa de las dos reinas por cuál rey (Gunther o Sigfrido) era superior al otro; Krimilda muestra el cinturón y Brunilda busca venganza.
Cantos XV al XIX. En estos cantos transcurre la traición, llevada a cabo por Gunther y Hagen; este último engaña a Krimilda para averiguar el punto débil de Sigfrido, quien muere en una partida de caza. El tesoro de los Nibelungos es llevado a Worms y enterrado en el Rin.

### Segunda parte
Cantos XX al XXII. Esta sección comienza trece años más tarde que la anterior y traslada los acontecimientos a otro escenario, el reino de los hunos, donde Etzel (personaje que representa a Atila) queda viudo y se le sugiere desposar a Krimilda. Envía mensajeros, liderados por Rudigero de Bechlaren, quien hace la propuesta. Pese a la desconfianza de Hagen, quien pensaba que poner a disposición de la reina traicionada al ejército más numeroso traería desgracia, los hermanos de Krimilda la convencen de desposar al rey de los hunos. Los dos siguientes cantos narran el viaje de la reina al país de los hunos.
Cantos XXIII al XXXIX. En estos cantos se desarrolla cómo Krimilda invita a sus hermanos a Huneland, invitación que aceptan y viajan a esas tierras. Si bien en la primera parte se diferenciaban los burgundios de los nibelungos, en ésta se sinonimizan los nombres. Gunther y Hagen parten acompañados de mil guerreros y tras un largo viaje llegan al castillo de Atila. Poco tiempo después de su llegada empiezan las escaramuzas, al principio con poca intensidad, pero después se generalizan. Mueren primero los caballeros menos importantes y después los de más valor. Hagen asesina al hijo de Krimilda y Atila. Al final Gunther y Hagen son derrotados y hechos prisioneros. Krimilda exige a Hagen que les diga dónde está el tesoro de Sigfrido y tras la negativa del prisionero, lo mata. El rey Atila reconoce el valor de su enemigo Hagen, por lo que reprocha a Krimilda su muerte; su pesar es compartido por el caballero Hildebrando, que decide vengar a Hagen y asesina a Krimilda. Con este sangriento desenlace concluye el Cantar de los nibelungos.

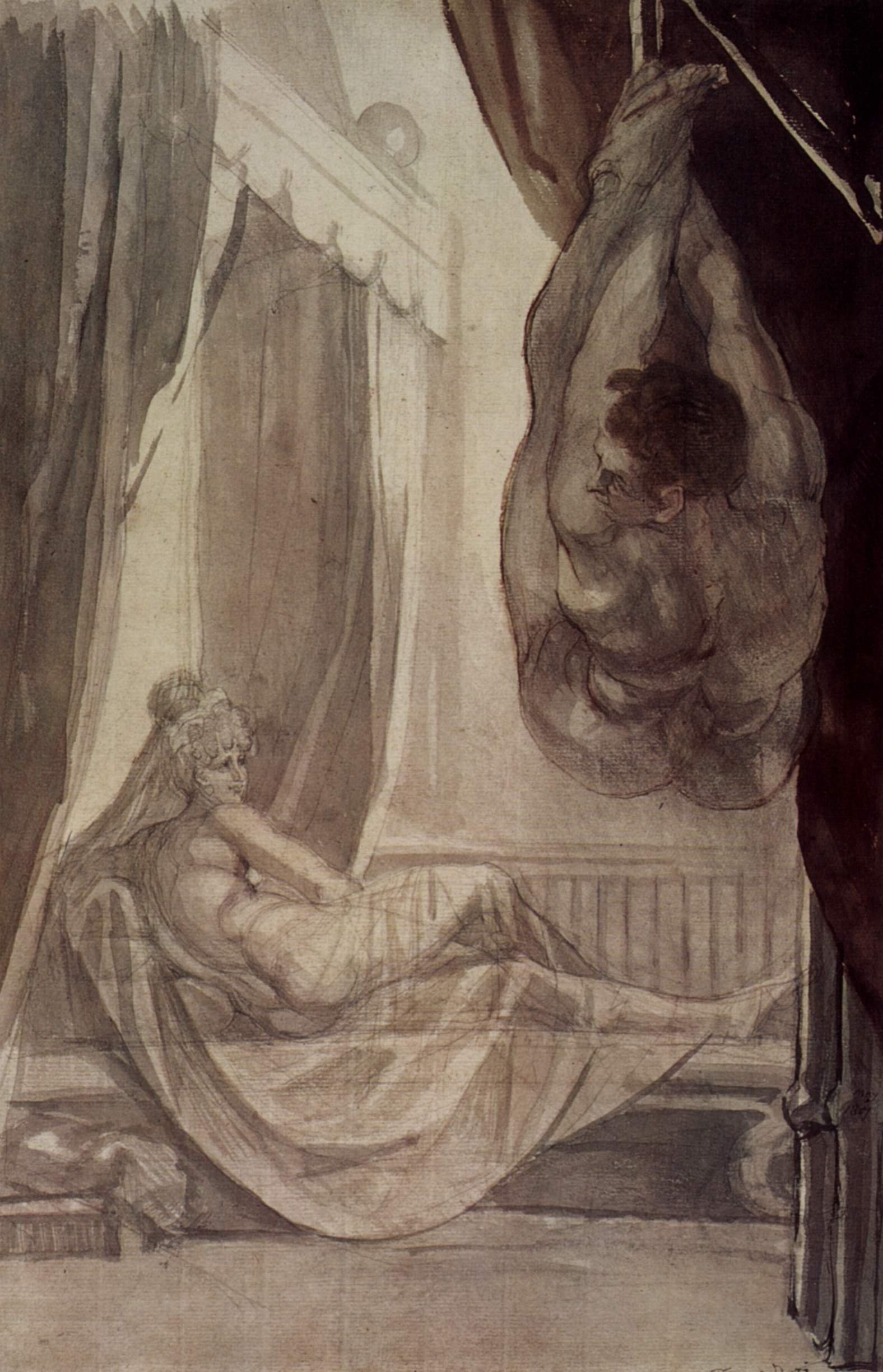
Noche de bodas de Gunther. Johann Heinrich Füssli. 1807.
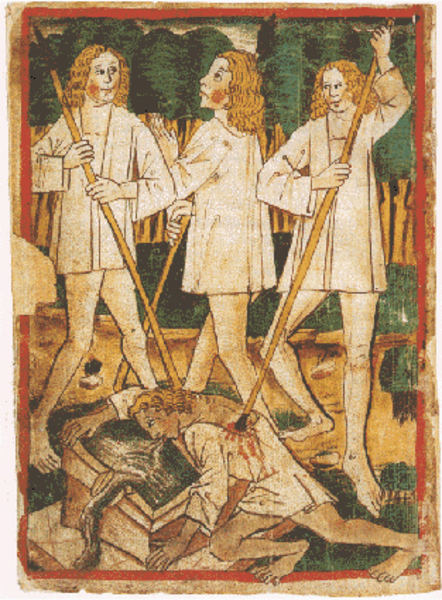
La muerte de Sigfrido en un manuscrito de 1480-1490.
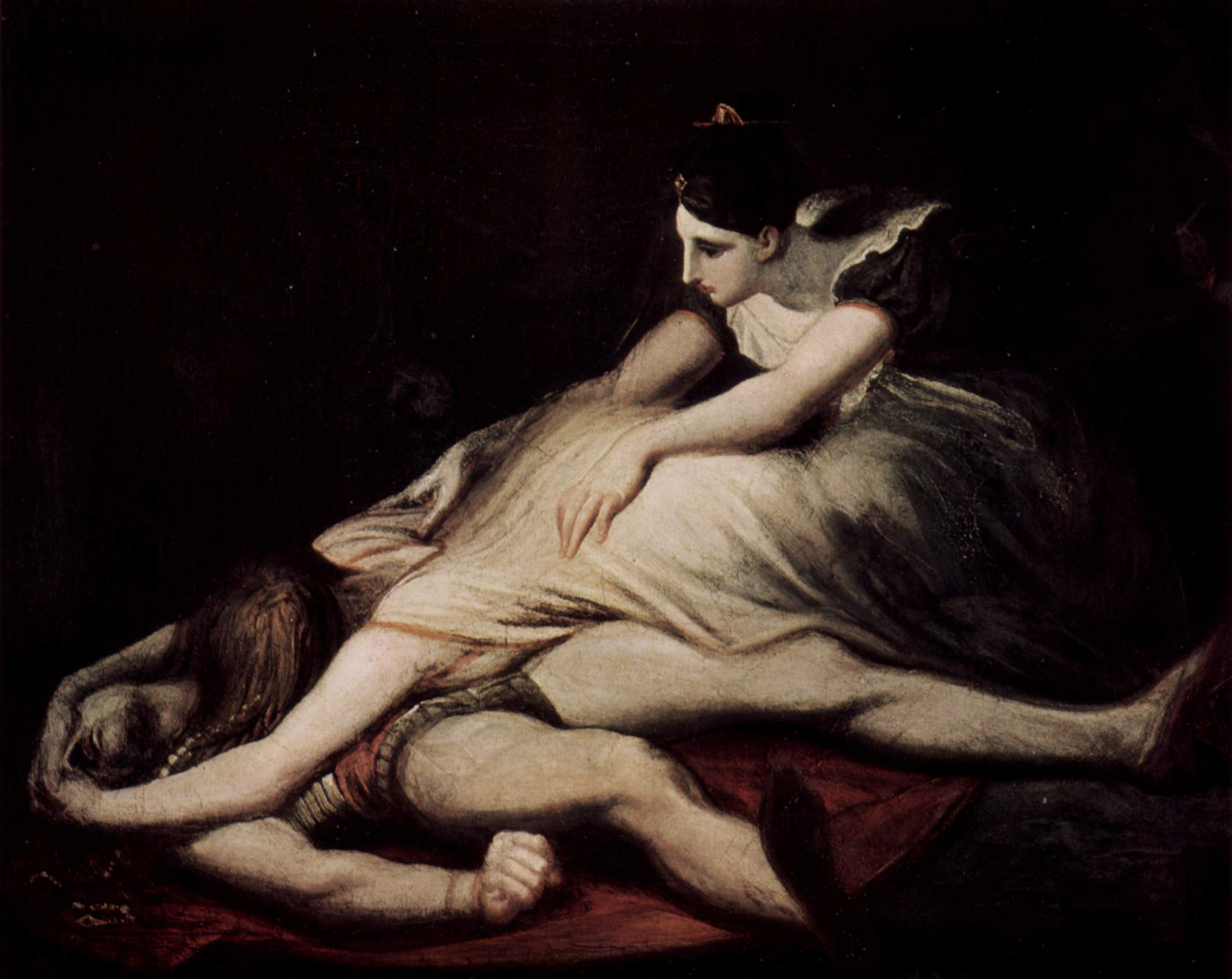
Krimilda llora el cadáver de Sigfrido. Johann Heinrich Füssli, 1817.
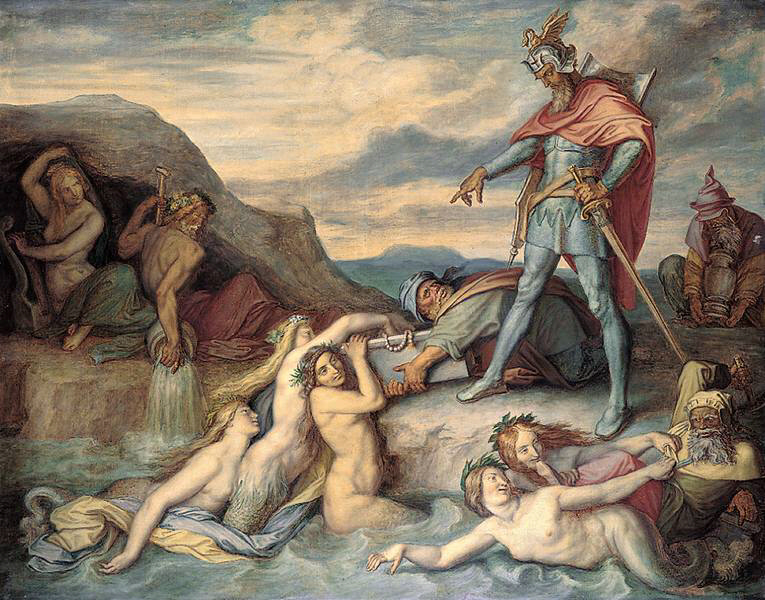
Gunther manda a Hagen que oculte el tesoro en el Rin. Pintura de Peter von Cornelius, 1859.

## Ediciones
- Karl Bartsch, Der Nibelunge Nôt : mit den Abweichungen von der Nibelunge Liet, den Lesarten sämmtlicher Handschriften und einem Wörterbuche, Leipzig: F.A. Brockhaus, 1870–1880.
- Alice Horton, Translator. The Lay of the Nibelungs: Metrically Translated from the Old German Text, G. Bell and Sons, London, 1898. Line by line translation of the "B manuscript". (Deemed the most accurate of the "older translations" in Encyclopedia of literary translation into English: M-Z, Volume 2, edited by Olive Classe, 2000, Taylor & Francis, pp. 999-1000.)
- Margaret Armour, Translator. Franz Schoenberner, Introduction. Edy Legrand, Illustrator. The Nibelungenlied, Heritage Press, New York, 1961.
- Michael S. Batts. Das Nibelungenlied, critical edition, Tübingen: M. Niemeyer 1971. ISBN 3-484-10149-0.
- Laura Mancinelli, La canzone dei Nibelunghi. Problemi e valori, Torino: Giappichelli 1969.
- Laura Mancinelli, Memoria e invenzione: Introduzione alla letteratura del Nibelungenlied, Torino: Einaudi 1972.
- Laura Mancinelli, I Nibelunghi, Torino: Einaudi 1972. ISBN 978-88-06-23661-8.
- Helmut de Boor. Das Nibelungenlied, 22nd revised and expanded edition, ed. Roswitha Wisniewski, Wiesbaden 1988. ISBN 3-7653-0373-9. This edition is based ultimately on that of Bartsch.
- Robert Lichtenstein. The Nibelungenlied, Translated and introduced by Robert Lichtenstein. (Studies in German Language and Literature Number: 9). Edwin Mellen Press, 1992. ISBN 0-7734-9470-7, ISBN 978-0-7734-9470-1.
- Hermann Reichert, Das Nibelungenlied, Berlín: de Gruyter 2005. VII, ISBN 3-11-018423-0. Edition of manuscript B, normalized text; introduction in German.
- Hermann Reichert, Nibelungenlied-Lehrwerk. Sprachlicher Kommentar, mittelhochdeutsche Grammatik, Wörterbuch. Passend zum Text der St. Galler Fassung („B“). Wien: Praesens Verlag 2007. ISBN 978-3-7069-0445-2. Linguistic help for beginners (in German).
- Ursula Schulze, Das Nibelungenlied, based on manuscript C, Düsseldorf / Zürich: Artemis & Winkler 2005. ISBN 3-538-06990-5.
- Burton Raffel, Das Nibelungenlied, new translation. Foreword by Michael Dirda. Introduction by Edward R. Haymes. Yale University Press 2006. ISBN 978-0-300-11320-4, ISBN 0-300-11320-X.
- A.T. Hatto, The Nibelungenlied, Penguin Classics 1964. Traducción en inglés y extenso comentario crítico con apéndices.
- Los nibelungos. Versión de José Miguel Mínguez Sender. Alianza Editorial (Literatura 5729), Madrid, 2009. ISBN 978-84-206-4988-7.
- El cantar de los nibelungos, traducción métrica, introducción y notas de Jesús García Rodríguez, Editorial Akal, Colección Vía Láctea, Madrid, 2018, 464 pp. ISBN 978-84-460-4489-5. Traducción íntegra en octosílabos del texto original, con un estudio introductorio y numerosas ilustraciones.